# Hildringa
Die Hildringa (norwegisch für Illusion, Trugbild) ist ein 842 m hoher Berg im ostantarktischen Königin-Maud-Land. Er ragt in den Kraulbergen auf. 
Wissenschaftler des Norwegischen Polarinstituts benannten ihn 1970.